# Фернандес Гусман, Мануэль
Мануэль Элиас Фернандес Гусман (исп. Manuel Elías Fernández Guzmán; родился 25 января 1989 года, Монтевидео, Уругвай) — уругвайский футболист, защитник клуба «Аудакс Итальяно».

## Клубная карьера
Фернандес — воспитанник столичного клуба «Расинг». 13 августа 2011 года в матче против столичного «Ливерпуля» он дебютировал в уругвайской Примере. В поединке против Пеньяроля Мануэль забил свой первый гол за «Расинг». Летом 2014 года Фернандес перешёл в чилийский «Депортес Консепсьон». 31 августа в матче против «Депортес Темуко» он дебютировал в чилийской Сегунде. 7 марта в поединке против «Магальянес» Мануэль забил свой первый гол «Депортес Консепсьон».
Летом 2016 года Фернандес перешёл в «Кокимбо Унидо». 30 июня в матче против «Кобрелоа» он дебютировал за новый клуб. 13 августа в поединке против «Ньюбленс» Мануэль забил свой первый гол за «Кокимбо Унидо».
Летом 2017 года Фернандес подписал контракт с «Аудакс Итальяно». 13 августа в матче против «Депортес Икике» он дебютировал в чилийской Примере. 25 ноября в поединке против «Универсидад де Чили» Мануэль забил свой первый гол за «Аудакс Итальяно». 